# Pelegrina aeneola
Pelegrina aeneola är en spindelart som först beskrevs av Curtis 1892.  Pelegrina aeneola ingår i släktet Pelegrina och familjen hoppspindlar. Inga underarter finns listade i Catalogue of Life.